# 冯建峰
冯建峰，上海数学中心首席教授，复旦大学类脑智能科学与技术研究院院长，研究方向为计算系统生物学、脑科学等，中国教育部第六批“长江学者”特聘教授。